# Nor Aznaberd
Nor Aznaberd – wieś w Armenii, w prowincji Wajoc Dzor. W 2011 roku liczyła 126 mieszkańców.